# 1. divisjon 2010 (football americano)
La 1. divisjon 2010 è la 25ª edizione del campionato di football americano di primo livello, organizzato dalla NAIF.

## Squadre partecipanti
| Club                 | Città     | Stadio | Sponsor ufficiale | Risultato nella stagione 2009 |
| -------------------- | --------- | ------ | ----------------- | ----------------------------- |
| Eidsvoll 1814's      | Eidsvoll  |        |                   |                               |
| Hordaland Storm      | Bergen    |        |                   |                               |
| NTNUI Nidaros Domers | Trondheim |        |                   |                               |
| Oslo Vikings         | Oslo      |        |                   |                               |
| Vålerenga Trolls     | Oslo      |        |                   |                               |

## Stagione regolare

### Calendario

#### 1ª giornata
| 17 aprile 2010 | Hordaland Storm | 8 – 56 | Eidsvoll 1814's |  |

| 17 aprile 2010 | Oslo Vikings | 27 – 6 | NTNUI Nidaros Domers |  |

#### 2ª giornata
| 24 aprile 2010 | Vålerenga Trolls | 6 – 8 | Hordaland Storm |  |

| 25 aprile 2010 | Oslo Vikings | 29 – 42 | Eidsvoll 1814's |  |

#### 3ª giornata
| 1º maggio 2010 | Hordaland Storm | 2 – 17 | NTNUI Nidaros Domers |  |

| 2 maggio 2010 | Vålerenga Trolls | 28 – 44 | Eidsvoll 1814's |  |

#### 4ª giornata
| 8 maggio 2010 | Hordaland Storm | 0 – 37 | Oslo Vikings |  |

| 8 maggio 2010 | Vålerenga Trolls | 33 – 3 | NTNUI Nidaros Domers |  |

#### 5ª giornata
| 15 maggio 2010 | NTNUI Nidaros Domers | 6 – 22 | Eidsvoll 1814's |  |

| 16 maggio 2010 | Oslo Vikings | 33 – 0 | Vålerenga Trolls |  |

#### 6ª giornata
| 22 maggio 2010 | NTNUI Nidaros Domers | 7 – 38 | Vålerenga Trolls |  |

| 22 maggio 2010 | Oslo Vikings | 43 – 6 | Hordaland Storm |  |

#### 7ª giornata
| 29 maggio 2010 | NTNUI Nidaros Domers | 12 – 0 | Hordaland Storm |  |

| 30 maggio 2010 | Eidsvoll 1814's | 49 – 19 | Vålerenga Trolls |  |

#### 8ª giornata
| 5 giugno 2010 | Eidsvoll 1814's | 56 – 6 | Hordaland Storm |  |

| 6 giugno 2010 | NTNUI Nidaros Domers | 7 – 19 | Oslo Vikings |  |

#### 9ª giornata
| 12 giugno 2010 | Hordaland Storm | 0 – 31 | Vålerenga Trolls |  |

| 13 giugno 2010 | Eidsvoll 1814's | 19 – 18 | Oslo Vikings |  |

#### 10ª giornata
| 19 giugno 2010 | Eidsvoll 1814's | 18 – 3 | NTNUI Nidaros Domers |  |

| 20 giugno 2010 | Vålerenga Trolls | 12 – 42 | Oslo Vikings |  |

### Classifica
La classifica della regular season è la seguente:
- PCT = percentuale di vittorie, G = partite giocate, V = partite vinte,  P = partite perse, PF = punti fatti, PS = punti subiti

| Pos. | Squadra              | PCT  | G | V | N | P | PF  | PS  |
| ---- | -------------------- | ---- | - | - | - | - | --- | --- |
| 1    | Eidsvoll 1814's      | .500 | 8 | 8 | 0 | 0 | 306 | 117 |
| 2    | Oslo Vikings         | .875 | 8 | 6 | 0 | 2 | 248 | 92  |
| 3    | Vålerenga Trolls     | .875 | 8 | 3 | 0 | 5 | 167 | 186 |
| 4    | NTNUI Nidaros Domers | .000 | 8 | 2 | 0 | 6 | 61  | 159 |
| 5    | Hordaland Storm      | .250 | 8 | 1 | 0 | 7 | 30  | 258 |

## Playoff

### Tabellone
|  | Semifinali | Semifinali           | Semifinali |              |    | XXV NM-Finale   | XXV NM-Finale | XXV NM-Finale |  |
|  |            |                      |            |              |    |                 |               |               |  |
|  | 1          | Eidsvoll 1814's      | 35         |              |    |                 |               |               |  |
|  | 1          | Eidsvoll 1814's      | 35         |              |    |                 |               |               |  |
|  | 4          | NTNUI Nidaros Domers | 7          |              |    |                 |               |               |  |
|  | 4          | NTNUI Nidaros Domers | 7          |              | 1  | Eidsvoll 1814's | 19            |               |  |
|  |            |                      |            |              | 1  | Eidsvoll 1814's | 19            |               |  |
|  |            |                      | 2          | Oslo Vikings | 12 |                 |               |               |  |
|  | 3          | Vålerenga Trolls     | 2          | Oslo Vikings | 12 | 12              |               |               |  |
|  | 3          | Vålerenga Trolls     |            |              |    |                 |               |               |  |
|  | 2          | Oslo Vikings         | 42         |              |    |                 |               |               |  |

### Semifinali
| 26 giugno 2010 | Eidsvoll 1814's | 35 – 7 | NTNUI Nidaros Domers |  |

| 27 giugno 2010 | Oslo Vikings | 42 – 12 | Vålerenga Trolls |  |

### XXV NM Finale
| 3 luglio 2010 | Oslo Vikings | 12 – 19 | Eidsvoll 1814's |  |

## Verdetti
- Eidsvoll 1814's Campioni della Norvegia 2010